# Ledella fiascona
Ledella fiascona är en musselart som först beskrevs av Dall 1916.  Ledella fiascona ingår i släktet Ledella och familjen tandmusslor. Inga underarter finns listade i Catalogue of Life.